# Kodeks 0145
Kodeks 0145 (Gregory-Aland no. 0145) ε 014  (Soden) – grecki kodeks uncjalny Nowego Testamentu na pergaminie, paleograficznie datowany na VII wiek. Nieznane jest obecne miejsce przechowywania rękopisu.

## Opis
Do dziś zachowała się jedna karta kodeksu (24 na 19 cm) z tekstem Ewangelii Jana (6,26-31).
Tekst pisany jest dwoma kolumnami na stronę, w 28 linijkach w kolumnie.

## Tekst
Kurt Aland nie zaklasyfikował tekstu kodeksu do żadnej ze swych kategorii.

## Historia
Kodeks datowany jest na VII wiek.
Rękopis był widziany w Kubbat al-Chazna, w Damaszku, obecne miejsce jego przechowywania jest nieznane.